# 鹰爪小煤炱
鹰爪小煤炱（学名：Meliola artabotrydis）是属于小煤炱目小煤炱科小煤炱属的一种真菌，寄生在鹰爪花属植物上。该种分布于中国、乌干达。